# فيرجينيا كوفنتري
فيرجينيا كوفنتري (بالإنجليزية: Virginia Coventry)‏ هي مصورة أسترالية، ولدت في 1942.